# Śródpiersie górne

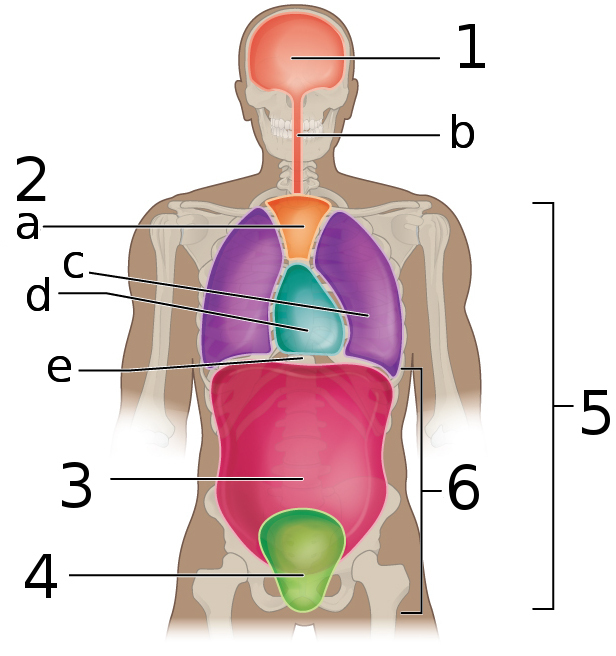
Śródpiersie górne oznaczone kolorem pomarańczowym i literą a

Śródpiersie górne (łac. mediastinum superius) – w anatomii człowieka jedna z części śródpiersia.
Ograniczenia śródpiersia górnego:
- od góry – otwór górny klatki piersiowej,
- od dołu – umowna płaszczyzna przechodząca przez chrząstkozrost rękojeści mostka z trzonem, przez rozdwojenie tchawicy do krążka międzykręgowego Th4/Th5,
- od boków – opłucna śródpiersiowa,
- od przodu – rękojeść mostka,
- od tyłu – przednia powierzchnia trzonów kręgów Th1–Th4[1][2].

W śródpiersiu górnym znajdują się tchawica, przełyk, grasica, łuk aorty i jego odgałęzienia, górna część żyły głównej górnej, obie żyły ramienno-głowowe, oba nerwy błędne i ich odgałęzienia (nerwy przeponowe, nerwy sercowe i nerwy krtaniowe wsteczne), pień współczulny, przewód piersiowy i węzły chłonne (przytchawicze i część tchawiczo-oskrzelowych).